# マリア・ゴメス・ヴァレンチン
マリア・ゴメス・ヴァレンチン（Maria Gomes Valentim、1896年7月9日 - 2011年6月21日）は、かつて世界最高齢だったブラジルの女性。旧姓ダ・シウヴァ。
前代の死去直後に認定されたわけではなく、2011年5月18日に確認され、それ以来世界最高齢と認定された。ブラジル出身で初めて110歳に達したと正式に認定された人物であり、2020年7月8日にフランシスカ・セルサ・ドス・サントスに追い抜かれるまでブラジルの歴代最高齢者だった。

## 人物
1896年、父ワシントンと母イドゥイナの間に生まれる。1913年にジョアン・ヴァレンチンと結婚したが、1946年に死去。1人の子供がいたが、1990年代初頭に死去した。さらに4人の孫、7人の曾孫、および5人の玄孫がいた。晩年のヴァレンチンは車椅子生活であり、孫娘が面倒をみていた。健康的な食生活が長寿の秘訣と語っていた。

## 長寿記録
- 2010年11月4日にウジェニー・ブランシャールが死去し、114歳118日で世界最長寿となった。
- 同年5月18日、アメリカの老人学研究団体・ジェロントロジー・リサーチ・グループの110歳超え長寿者リストに加わった[2]。114歳313日。
- 同年6月21日、肺炎のためミナスジェライス州の病院で死去[8][9]。114歳と347日であった。